# Liste der Denkmäler in Mannheim
Die Liste der Denkmäler in Mannheim führt die 36 Denkmäler und Mahnmale in der Stadt auf (Stand im Herbst 2017). Nicht erfasst sind die Gedenktafeln und Stolpersteine in Mannheim, die Gedenkstätten auf den Friedhöfen sowie die Kunstobjekte im öffentlichen Raum.
Ebenfalls nicht erfasst sind die Bau- und Bodendenkmäler.

## Liste
Die Zusammenstellung ist nach den Stadtteilen und danach nach den Jahreszahlen der Denkmaleinweihung vorsortiert. Sie kann auch mit einem Klick auf den kleinen Pfeil in der Spalte „Jahr“ oder „Bildhauer“ nach diesen Kriterien individuell sortiert werden.
| Name                                                                 | Jahr           | Bildhauer                                                    | Standort                                         | Bild und Beschreibung |
| -------------------------------------------------------------------- | -------------- | ------------------------------------------------------------ | ------------------------------------------------ | --- |
| Grupello-Pyramide                                                    | 1715 1743 1895 | Gabriel de Grupello                                          | Innenstadt O 1 (Paradeplatz) (Karte)             | Kurfürst Johann Wilhelm beauftragte Grupello mit dem Entwurf eines Denkmals, das im Düsseldorfer Schlosspark aufgestellt werden sollte. Nach dem Tod Johann Wilhelms blieb die Anlage unvollendet und Kurfürst Carl Philipp ließ sie 1738 nach Mannheim bringen. Unter der Leitung von Alessandro Galli da Bibiena wurde das Werk vollendet und 1743 auf dem Paradeplatz aufgestellt. Die Erweiterung des Denkmals mit den Brunnenschalen und den wasserspeienden Figuren schuf 1895 Johannes Hoffart. |
| Marktplatzbrunnen                                                    | 1719 1771      | Peter van den Branden                                        | Innenstadt G 1 (Marktplatz) (Karte)              | Die im Jahr 1719 für den Heidelberger Schlossgarten gefertigte Figurengruppe stellt die vier Elemente dar. Kurfürst Carl Theodor ließ die Skulpturengruppe in das Schwetzinger Schloss bringen, wo sie aber keinen passenden Platz fand. Daher schenkte er sie 1767 der Stadt Mannheim. Johann Matthäus van den Branden arbeitete das Denkmal um und erstellte den Sockel. Nun stellen die Figuren die Stadtgöttin Mannheimia, den Gott des Handels Merkur sowie die Flussgötter Neckar und Rhein dar. Der Brunnen wurde erst 1887 hinzugefügt. |
| Statue des Hl. Johannes Nepomuk                                      | 1748           | Paul Egell                                                   | Innenstadt N 4 (Karte)                           | Die Statue des Hl. Johannes Nepomuk wurde nach Fertigstellung auf dem Kapuzinerplatz vor der Kapuzinerkirche aufgestellt. 1837 wurde das Denkmal entfernt, weil es nicht mehr standsicher war. 1926 kam es in das Reiß-Museum. 1990 wurde auf dem Kapuzinerplatz eine Replik von Woytek Kaczorowski aufgestellt. |
| Veteranendenkmal                                                     | 1848           | M. Arnold nach Entwurf von Jakob Hochstetter                 | Innenstadt D 5 (Karte)                           | Das Veteranendenkmal erinnert an die Gefallenen der Freiheitskriege 1792–1815. Von den 1.700 Soldaten des Mannheimer Infanterieregiments, das 1812 mit Napoleon in den Russlandfeldzug ziehen musste, kehrten nur 100 Männer zurück. 1813/14 überquerte bei Sandhofen ein russisches Korps erstmals den Rhein und trug den Krieg in die linksrheinischen Gebiete, die damals französisch waren. |
| Schillerdenkmal                                                      | 1862           | Carl Cauer (Entwurf), Ferdinand von Miller (Guss)            | Innenstadt B 3 (Karte)                           | Friedrich Schiller war mehrmals in Mannheim. Sein Stück Die Räuber wurde im Nationaltheater Mannheim uraufgeführt. Das Schillerdenkmal wurde 1862 vor dem Nationaltheater in B 3 aufgestellt. Nachdem das Theater im Zweiten Weltkrieg zerstört und am Friedrichsring neu errichtet worden war, wurde das Denkmal zunächst in D 6 aufgestellt. Im 21. Jh. steht es wieder im Quadrat B 3, das zu einer Grünanlage umgestaltet wurde. |
| Dalbergdenkmal                                                       | 1866           | Max von Widnmann (Entwurf) Ferdinand von Miller (Guss)       | Innenstadt N 2 (Karte)                           | Wolfgang Heribert von Dalberg war Intendant des Nationaltheaters. König Ludwig II. stiftete 1865 das Denkmal, das 1866 vor dem Nationaltheater in B 3 seinen Platz erhielt. Nachdem das Theater im Zweiten Weltkrieg zerstört worden war, wurde das Denkmal zunächst in D 6 aufgestellt. Seit 1992 steht es beim Dalberghaus in N 2. |
| Karl-Ludwig-Denkmal                                                  | 1907           | Johannes Hoffart (Entwurf)                                   | Innenstadt Ehrenhof Schloss (Karte)              | Zum dreihundertjährigen Stadtjubiläum war ein Denkmal zu Ehren des Kurfürsten Carl Theodor geplant. Nach dem Einspruch der badischen Regierung entschied sich die Stadtverwaltung für Kurfürst Karl Ludwig. Er förderte nach den Zerstörungen des Dreißigjährigen Kriegs den Wiederaufbau und erließ erweiterte Stadtprivilegien. Das Denkmal stand ursprünglich vor dem Westflügel des Schlosses. 1958/59 wurde es in den Ehrenhof versetzt. |
| Karl-Friedrich-Denkmal                                               | 1907           | Johannes Hoffart (Entwurf)                                   | Innenstadt Ehrenhof Schloss (Karte)              | Zeitgleich zum Karl-Ludwig-Denkmal entstand das Karl-Friedrich-Denkmal. Nach der Auflösung der Kurpfalz fiel Mannheim an Baden. Karl Friedrich wurde zunächst Kurfürst und 1806 der erste Großherzog von Baden. Das Denkmal stand zunächst vor dem Ostflügel des Schlosses und wurde 1958/59 in den Ehrenhof versetzt. |
| Anna-Hölzel-Gedenkstein                                              | 1907           |                                                              | Innenstadt Schlossgarten (Karte)                 | Der Anna-Hölzel-Gedenkstein wurde 1907 durch den Kunstgewerbeverein Pfalzgau errichtet und erinnert an eine Freundin von Friedrich Schiller. Schiller wohnte in Mannheim bei Anton und Anna Hölzel. Als er 1784 in finanzielle Schwierigkeiten geriet, gewährten sie ihm ein großzügiges Darlehen. |
| Friedensengel                                                        | 1952           | Gerhard Marcks                                               | Innenstadt E 6 (Karte)                           | Mit der Plastik Friedensengel wird an alle Opfer des NS-Regimes und des Zweiten Weltkriegs erinnert. Das Mahnmal für die Toten 1933 bis 1945 wurde am 16. November 1952 in Anwesenheit von Bundeskanzler Konrad Adenauer in B 4 eingeweiht. Im Jahr 1983 erhielt es einen neuen Standort in E 6 neben dem Rathaus. |
| Blumepeterdenkmal                                                    | 1967           | Gerd Dehof                                                   | Innenstadt O 5 (Karte)                           | Der Blumepeter (1875–1940) war ein Mannheimer Original. Anlässlich des 20-jährigen Bestehens der Zeitung Mannheimer Morgen stifteten die Herausgeber das Bronzedenkmal. Es stand zunächst auf dem Kapuzinerplatz in N 4, später wurde es nach O 5 auf die Kapuzinerplanken versetzt. |
| Neckartor                                                            | um 1970        |                                                              | Innenstadt Breite Straße (Karte)                 | 1725 wurde das Neckartor erbaut, das das größte Stadttor Mannheims und dementsprechend repräsentativ gestaltet war. Nachdem die Festungsmauern geschleift wurden, verlor es seine Funktion. Als 1842 in der Verlängerung der Breiten Straße mit dem Bau der ersten festen Brücke über den Neckar, der Kettenbrücke, begonnen wurde, riss man das Neckartor ab. Nachdem die Breite Straße in den 1970er Jahren zur Fußgängerzone umgestaltet wurde, wurde an der alten Stelle zwischen K 1/K 2 und U 1/U 2 das Denkmal errichtet. |
| Trümmerfrauendenkmal                                                 | 1995           | Maritta Kaltenborn, Waltraud Suckow                          | Innenstadt B 3 Breite Straße (Karte)             | Das als Bronzerelief ausgeführte Denkmal, das an die Trümmerfrauen nach dem Zweiten Weltkrieg erinnert, wurde 1995 von Oberbürgermeister Gerhard Widder auf dem Schillerplatz in B 3 eingeweiht. |
| Mahnmal für die Sinti-Opfer                                          | 1996           |                                                              | Innenstadt E 6 (Karte)                           | Neben dem Friedensengel befindet sich das Mahnmal für die Sinti-Opfer. Es erinnert an die rund 100 Mannheimer Familien, die von den Nationalsozialisten vernichtet wurden. Der schlichte Kubus wurde 1996 aufgestellt. |
| Mahnmal für die Opfer der Justiz im Nationalsozialismus              | 2002           | Jürgen Schwarz                                               | Innenstadt Schloss Westflügel (Karte)            | Den Opfern der Justiz im Nationalsozialismus zum Gedenken wurde das Mahnmal vor dem Schloss aufgestellt, wo sich das Mannheimer Sondergericht befand und auch der Volksgerichtshof tagte. Eingraviert sind die Namen der Opfer von 73 Hinrichtungsurteilen des Sondergerichts, von denen mehr als die Hälfte für Taten für schuldig befunden wurden, die heute als Bagatelldelikte gelten würden, wie Diebstahl von Lebensmitteln für den Eigenverzehr. Das Denkmal wurde 2002 von Justizminister Ulrich Goll eingeweiht. |
| Mahnmal für die jüdischen Opfer des Nationalsozialismus              | 2003           | Jochen Kitzbihler (Entwurf), Helmut Striffler (Realisierung) | Innenstadt P 2 (Karte)                           | Ein Glaskubus auf den Mannheimer Planken, der Haupteinkaufstraße der Stadt, erinnert an die jüdischen Opfer des Nationalsozialismus. Auf ihm sind in Spiegelschrift die mehr als 2.200 Opfer eingraviert. Der am 25. November 2003 eingeweihte Kubus hat eine Kantenlänge von drei Metern und ist schräg auf das Zentrum Mannheims den Paradeplatz ausgerichtet. |
| Gurs-Wegweiser                                                       | 2006           |                                                              | Innenstadt Willy-Brandt-Platz (Karte)            | 2006 wurde beim Hauptbahnhof ein überörtlicher Wegweiser mit der Inschrift „Gurs 1170 km“ aufgestellt. Er erinnert an die Deportation von 2.000 Mannheimer Juden nach Gurs während der Wagner-Bürckel-Aktion am 22./23. Oktober 1940. Nur wenige von ihnen überlebten. Auf Initiative des Stadtjugendrings, des Stadtjugendamts, des BDKJs und des Stadtarchivs beschäftigten sich Mannheimer Jugendliche mit der Geschichte der Deportation, erstellten eine Ausstellung und eine Dokumentation. Der Gemeinderat unterstützte das Projekt und ließ das Hinweisschild aufstellen. Dasselbe Schild mit anderer Kilometerangabe befindet sich auf dem Platz der Alten Synagoge in Freiburg im Breisgau. |
| Mahnmal für die Opfer der Zwangssterilisation im Nationalsozialismus | 2013           | Michael Volkmer                                              | Innenstadt                                       | Das transportable Mahnmal entstand auf Initiative des „Arbeitskreises Justiz und Geschichte des Nationalsozialismus in Mannheim“. Es stellt einen großen Stapel aus 1000 zu einer homogenen und anonymen Masse verschmolzenen Würfeln dar, die jedoch einander sehr ähnlich ausgeführt wurden. Jeder von ihnen symbolisiert ein Einzelschicksal, die jedoch miteinander zusammenhängen. Erster Aufstellort war vor dem Amtsgericht, später soll das Mahnmal schrittweise vor den Institutionen aufgestellt werden, die an den Sterilisierungen beteiligt waren wie das Universitätsklinikum, das Diakoniekrankenhaus oder der Fachbereich Gesundheit. Mannheim.                                       |
| Sackträgerdenkmal                                                    | 1983           | Gerd Dehof                                                   | Jungbusch Beilstraße (Karte)                     | Der Stadtteil Jungbusch ist eng verknüpft mit dem Mannheimer Hafen. Tausende von Sackträgern fanden einst Arbeit beim Entladen der Schiffe. Am 17. September 1983 weihte Oberbürgermeister Gerhard Widder das ihnen gewidmete Denkmal ein. |
| Stephaniedenkmal                                                     | 1907           | Konrad Taucher                                               | Lindenhof Stephanienufer (Karte)                 | Carl Reiß stiftete das Denkmal, das an die Großherzogin Stéphanie de Beauharnais erinnert. Sie ließ den Schlossgarten umgestalten und für die Bevölkerung öffnen. Das Denkmal steht – seit 1989 als Replik – an dem nach ihr benannten Stephanienufer. Das Original befindet sich im Mannheimer Schloss. Der Bildhauer schuf es nach einem Gemälde von François Gérard. |
| Heinrich-Lanz-Denkmal                                                | 1910           | August Kraus                                                 | Lindenhof John-Deere-Werke (Karte)               | Heinrich Lanz war der Gründer der Landmaschinenfabrik Heinrich Lanz AG, die in John Deere aufging. Das Denkmal entstand fünf Jahre nach Lanz’ Tod. Die 3,60 Meter hohe Bronzestatue steht auf einem 3,31 Meter hohen Sockel aus Muschelkalk. |
| Memel-Gedenkstein                                                    | 1961           |                                                              | Lindenhof Rheinpromenade (Karte)                 | Der Memel-Gedenkstein erinnert an die langjährige Partnerschaft zwischen den Städten Mannheim und Memel, seit 1945 Klaipėda. Als Russland 1915 in Ostpreußen einmarschierte, rief der Deutsche Städtetag zur Hilfe auf. In Baden engagierten sich mehrere Städte, darunter Mannheim, das auch nach dem Ersten Weltkrieg weiter half und 1928 eine Patenschaft übernahm. Die Patenschaft wurde 1953 erneuert und 1961 wurde unweit des Rheins der Memel-Gedenkstein aufgestellt. 2002 schlossen Mannheim und Klaipėda eine Städtepartnerschaft. |
| Feudenheimer Synagoge                                                | 1965           |                                                              | Feudenheim Neckarstraße (Karte)                  | Die Synagoge in Feudenheim wurde 1819 erbaut und wahrscheinlich 1840/41 umgebaut. Am 9. November 1938 wurde sie in der Reichspogromnacht eingeäschert. Die Reste der Feudenheimer Synagoge wurden sichtbar gemacht und 1965 als Gedenkstätte eingeweiht. |
| Denkmal an die Schlacht bei Seckenheim                               | 1890           |                                                              | Friedrichsfeld Schwabenstraße (Karte)            | Bereits in kurpfälzischer Zeit wurde ein Denkmal an die Schlacht bei Seckenheim 1462 errichtet. Auf einem roten Sandsteinsockel befand sich ein Kruzifix. Das Denkmal war 4,75 Meter hoch. Kurfürst Carl Theodor ließ das schadhafte Denkmal im 18. Jahrhundert sichern und ein neues Kruzifix anfertigen. Dieses wurde 1823 zerstört. Der alte Sockel kam in das Schlossmuseum. An der Stelle des alten Denkmals ließ der Mannheimer Altertumsverein 1890 das heutige errichten. |
| Denkmal an den Rheinübergang 1814                                    | 1914           |                                                              | Friesenheimer Insel Friesenheimer Straße (Karte) | Während der Befreiungskriege überquerten das russische Korps von Sacken und die Armee Blüchers am 1. Januar 1814 den Rhein bei Mannheim. Im Gedenken daran ließ der Militärverein Mannheim 100 Jahre danach eine dreiseitige mit Kanonenkugeln bekrönte Stele an nächstmöglicher landseitiger Stelle im Industriehafen errichten. |
| Denkmal zur Erinnerung an das Hubschrauberunglück 1982               | 1983           | Michael Sandle                                               | Neuostheim Seckenheimer Landstraße (Karte)       | Bei den Internationalen Luftschiffertagen zum 375-jährigen Stadtjubiläum stürzte am 11. September 1982 ein Boeing-Transporthubschrauber der US-Armee ab. 46 Menschen starben. Oberbürgermeister Gerhard Widder enthüllte das vom britischen Bildhauer entworfene Denkmal ein Jahr nach dem Unglück am Flugplatz Mannheim. |
| Carl-Benz-Denkmal                                                    | 1933 2008      | Max Laeuger                                                  | Oststadt Augustaanlage (Karte)                   | Das Denkmal des Mannheimer Automobilpioniers Carl Benz wurde am 16. April 1933 von Verkehrsminister Paul von Eltz-Rübenach eingeweiht. Das Relief aus Muschelkalk steht am Übergang von der Augustaanlage zum Friedrichsplatz. 2008 wurde es ergänzt durch einen originalgetreuen Bronzeguss des Benz-Patent-Motorwagens. Er wurde anlässlich des hundertjährigen Jubiläums des Benz-Werkes Mannheim-Waldhof von der Daimler AG gestiftet. |
| Ludwig-Frank-Denkmal                                                 | 1950           | Bernhard Bleeker                                             | Oststadt Luisenpark (Karte)                      | Der Mannheimer Ludwig Frank war ein führender Sozialdemokrat und Reichstagsabgeordneter. Er starb im Ersten Weltkrieg. Das Reichsbanner Schwarz-Rot-Gold errichtete 1924 im Unteren Luisenpark ein Denkmal, das die Nationalsozialisten 1933 entfernten. Nach dem Zweiten Weltkrieg wurde eine Jünglingsfigur aufgestellt, die an Frank und die anderen Opfer des Ersten Weltkriegs erinnert. |
| Gedenkstein an das Hubschrauberunglück 1994                          | um 1995        |                                                              | Oststadt Hans-Reschke-Ufer (Karte)               | Im Dezember 1994 rammte ein Bundeswehrhubschrauber auf dem Rückflug von einem Rettungseinsatz den Fernmeldeturm. Die 17 Meter hohe Spitze brach ab und der Hubschrauber stürzte ab. Alle vier Besatzungsmitglieder kamen ums Leben. Die Gedenkstätte befindet sich am Fuß des Fernmeldeturms. |
| Kriegerdenkmal                                                       | 1933           |                                                              | Rheinau Durlacher Straße (Karte)                 | Das Kriegerdenkmal in Rheinau erinnert an die im Ersten Weltkrieg Gefallenen. Es wurde vom Krieger- und Militärverein Mannheim-Rheinau gestiftet und 1933 eingeweiht. |
| Draisdenkmal                                                         | 2003           |                                                              | Rheinau Karlsplatz (Karte)                       | Karl Drais erfand mit der Draisine den Vorläufer des heutigen Fahrrads. Seine erste größere Fahrt unternahm er 1817 vom Mannheimer Schloss zum Schwetzinger Relaishaus, das sich in der Nähe des heutigen Karlsplatzes im Stadtteil Rheinau befand. Im Gedenken daran wurde in der Nähe 2003 das Denkmal errichtet. Das Quadrat mit einer Kantenlänge von 2,50 Metern symbolisiert die Quadratestadt Mannheim. Darauf ist eine ein Meter hohe, stilisierte Draisine aus Edelstahl montiert. |
| Kriegerdenkmal                                                       |                | J. Roth aus Baden-Baden (Entwurf und Ausführung)             | Sandhofen Kriegerstraße (Karte)                  | Das Kriegerdenkmal in Sandhofen erinnert an die Gefallenen des Deutsch-Französischen Krieges 1870/71. Auf einem Obelisk aus Granit befindet sich der Reichsadler. |
| Mahnmal zum Gedenken an die Widerstandsgruppe Georg Lechleiter       | 1988           | Manfred Kieselbach                                           | Schwetzingerstadt Georg-Lechleiter-Platz (Karte) | Bereits seit 1945 wird mit dem Georg-Lechleiter-Platz des kommunistischen Landtagsabgeordneten und Mannheimer Stadtrats Georg Lechleiter gedacht, der als Kopf einer Widerstandsgruppe das NS-Unrechtssystem bekämpfte. 19 Mitglieder der Gruppe wurden 1942/43 hingerichtet, weitere drei kamen schon zuvor in der Haft ums Leben. Am 24. Februar 1988 wurde ein Bronzedenkmal enthüllt, das an dieses Geschehen erinnert. |
| Bismarckdenkmal                                                      | 1900           | Emil Hundrieser                                              | Schwetzingerstadt Bismarckplatz (Karte)          | Im Zuge der einsetzenden Verehrung des abgesetzten Reichskanzlers Otto von Bismarck wurde auch in Mannheim ein Bismarckdenkmal eingeweiht. Es bestand aus der Bismarckfigur auf einem Sockel auf deren Stufen ein Germane mit Schild und Schwert saß. Im Zweiten Weltkrieg wurde das Denkmal, das sich an der Kreuzung Bismarckstraße/Kaiserring befand, beschädigt. Die Bismarckfigur blieb erhalten und erhielt 1980 ihren aktuellen Standort. |
| Nepomukstandbild                                                     | 1950           |                                                              | Seckenheim Stengelstraße                         | Hinter dem Chor der St.-Aegidius-Kirche steht eine Nepomukstatue aus rotem Sandstein. Sie war ursprünglich an einer Brücke an der Schwabenstraße aufgestellt, ehe sie hierher versetzt wurde. Das stark beschädigte Original aus dem 18. Jahrhundert wurde um 1950 durch eine Kopie ersetzt. |
| Kriegerdenkmal                                                       | 1926           | Franz Gelb                                                   | Waldhof Otto-Siffling-Straße (Karte)             | Nach dem Ersten Weltkrieg wurde in Waldhof ein Kriegerdenkmal errichtet. Die Inschrift wurde später auf die Toten des Zweiten Weltkriegs erweitert. Der Bildhauer entwarf die Reiterskulptur im Stil der Neuen Sachlichkeit. |